# Галіна (Аляска)
Галіна (англ. Galena, Коюкі.Notaalee Denh) — місто (англ. city) в США, в окрузі Юкон-Коюкук штату Аляска. Населення — 472 особи (2020), другий за кількістю мешканців населений пункт найбільшої зони перепису населення штату.

## Історія
Галіна було засноване в 1918—1919 роках у зв'язку з відкриттям в цьому місці шахт з видобутку свинцевої руди і було назване Генріс-Пойнт (Henry's Point). В середині 1920-х років відкрилася перша школа, 1932 року — поштове відділення.
У 1940—1942 роках біля міста був побудований військовий аеродром, який пізніше, з початком Холодної війни, став базою передового розгортання. До 1993 року база була законсервована, залишилися лише кілька людей військовослужбовців та обслуговчого персоналу, і в 2000-х роках вона була закрита повністю.
До Галіни можна дістатися лише по повітрю або воді, що можливо далеко не завжди, враховуючи кліматичні особливості регіону, тому 2004 року японська корпорація Toshiba запропонувала місту побудувати власну невелику атомну електростанцію — Galena Nuclear Power Plant, вартістю 27 мільйонів доларів. Станом на початок 2013 року остаточно план будівництва так і не затверджений.

## Географія

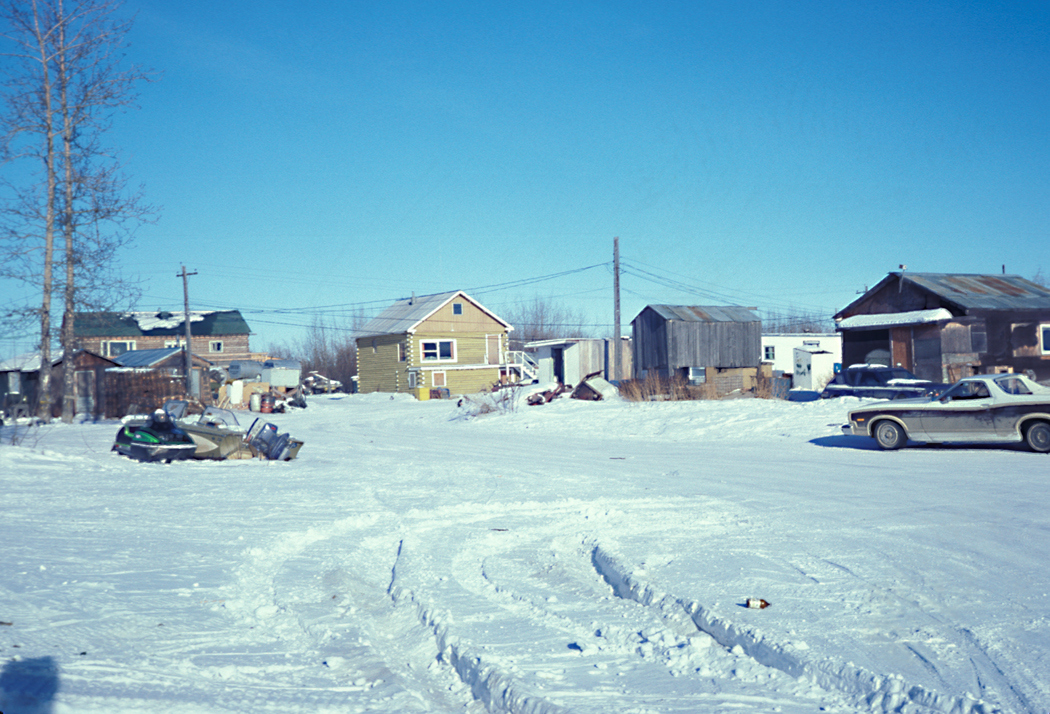
Галина 1978 року

Галіна розташоване в західній частині центральної Аляски на північному березі річки Юкон. У Галіні розташована адміністрація довколишніх заповідників Koyukuk National Wildlife Refuge та Nowitna National Wildlife Refuge. Місто обслуговує однойменний аеропорт.
Галіна розташована за координатами 64°44′24″ пн. ш. 156°52′26″ зх. д. / 64.74000° пн. ш. 156.87389° зх. д. (64.739952, -156.873969). За даними Бюро перепису населення США в 2010 році місто мало площу 62,40 км², з яких 45,91 км² — суходіл та 16,49 км² — водойми.

### Клімат
| Клімат : Галіна                                            | Клімат : Галіна | Клімат : Галіна | Клімат : Галіна | Клімат : Галіна | Клімат : Галіна | Клімат : Галіна | Клімат : Галіна | Клімат : Галіна | Клімат : Галіна | Клімат : Галіна | Клімат : Галіна | Клімат : Галіна | Клімат : Галіна |
| Показник                                                   | Січ.            | Лют.            | Бер.            | Квіт.           | Трав.           | Черв.           | Лип.            | Серп.           | Вер.            | Жовт.           | Лист.           | Груд.           | Рік             |
| Середній максимум, °C                                      | −18,9           | −16,4           | −8,7            | 0,1             | 11,6            | 18,9            | 19,9            | 16,8            | 10,2            | −1,6            | −11,7           | −18,2           | 0,3             |
| Середня температура, °C                                    | −23,3           | −21,5           | −14,6           | −5,1            | 6,6             | 14,2            | 15,6            | 12,8            | 6,3             | −4,8            | −15,4           | −22,2           | −4,2            |
| Середній мінімум, °C                                       | −27,8           | −26,6           | −20,6           | −10,4           | 1,6             | 9,3             | 11,2            | 8,8             | 2,4             | −7,9            | −19,1           | −26,3           | −8,7            |
| Норма опадів, мм                                           | 18              | 19              | 17              | 14              | 15              | 32              | 47              | 63              | 40              | 25              | 22              | 23              | 335             |
| ---------------------------------------------------------- | --------------- | --------------- | --------------- | --------------- | --------------- | --------------- | --------------- | --------------- | --------------- | --------------- | --------------- | --------------- | --------------- |
| Джерело: http://www.wrcc.dri.edu/cgi-bin/cliMAIN.pl?akgale |                 |                 |                 |                 |                 |                 |                 |                 |                 |                 |                 |                 |                 |

## Демографія
До 2009 року Галіна було найбільшим за кількістю мешканців містом зони перепису населення Юкон-Коюкук, але потім поступилося місту Форт-Юкон.
Згідно з переписом 2010 року, у місті мешкало 470 осіб у 190 домогосподарствах у складі 123 родин. Густота населення становила 8 осіб/км². Було 264 помешкання (4/км²).
Расовий склад населення:
| - 63,6 % — корінних американців - 29,4 % — білих - 0,6 % — азіатів |

До двох чи більше рас належало 6,2 %. Частка іспаномовних становила 2,3 % від усіх жителів.
За віковим діапазоном населення розподілялося таким чином: 28,3 % — особи молодші 18 років, 61,3 % — особи у віці 18—64 років, 10,4 % — особи у віці 65 років та старші. Медіана віку мешканця становила 36,8 року. На 100 осіб жіночої статі у місті припадало 105,2 чоловіків; на 100 жінок у віці від 18 років та старших — 103,0 чоловіків також старших 18 років.
Середній дохід на одне домашнє господарство становив 75 135 доларів США (медіана — 63 333), а середній дохід на одну сім'ю — 87 203 долари (медіана — 72 500). Медіана доходів становила 60 000 доларів для чоловіків та 50 417 доларів для жінок. За межею бідності перебувало 7,9 % осіб, у тому числі 8,0 % дітей у віці до 18 років та 9,6 % осіб у віці 65 років та старших.
Цивільне працевлаштоване населення становило 244 особи. Основні галузі зайнятості: освіта, охорона здоров'я та соціальна допомога — 40,2 %, публічна адміністрація — 20,1 %, транспорт — 12,3 %, будівництво — 8,2 %.